# Volta a Suïssa 1970
La Volta a Suïssa 1970 fou la 34a edició de la Volta a Suïssa. Aquesta edició es disputà de l'11 al 19 de juny de 1970, amb un recorregut de 1.629 km distribuïts en 9 etapes, la primera d'elles dividida en dos sectors. La sortida fou a Murten, mentre l'arribada fou a Zúric.
El vencedor final fou l'italià Roberto Poggiali, que s'imposà amb més d'un minut de diferència, sobre el suís Louis Pfenninger. El també italià Primo Mori completà el podi. Arie den Hartog guanyà la classificació de la muntanya, mentre Franco Bitossi aconseguí la dels punts i el Salvarani fou el millor en la classificació per equips.

## Etapes
| Etapa | Data       | Recorregut            | Km  | Vencedor d'etapa        | Líder de la general    |
| ----- | ---------- | --------------------- | --- | ----------------------- | ---------------------- |
| 1ª    | 12 de juny | Murten - Murten (CRI) | 4   | Rudi Altig (GER)        | Rudi Altig (GER)       |
| 1ª    | 11 de juny | Murten - Liestal      | 185 | Franco Bitossi (ITA)    | Rudi Altig (GER)       |
| 2ª    | 12 de juny | Liestal - Bazenheid   | 160 | Eddy Beugels (NED)      | Rudi Altig (GER)       |
| 3ª    | 13 de juny | Bazenheid - Arosa     | 144 | Franco Bitossi (ITA)    | Franco Bitossi (ITA)   |
| 4ª    | 14 de juny | Arosa - Locarno       | 199 | Arnaldo Caverzasi (ITA) | Roberto Poggiali (ITA) |
| 5ª    | 15 de juny | Airolo - Meiringen    | 197 | Harry Steevens (NED)    | Roberto Poggiali (ITA) |
| 6ª    | 16 de juny | Meiringen - Finhaut   | 195 | Felice Gimondi (ITA)    | Roberto Poggiali (ITA) |
| 7ª    | 17 de juny | Finhaut - Berna       | 198 | Gerard Vianen (NED)     | Roberto Poggiali (ITA) |
| 8ª    | 18 de juny | Berna - Sarmenstorf   | 165 | Dino Zandegù (ITA)      | Roberto Poggiali (ITA) |
| 9ª    | 19 de juny | Sarmenstorf - Zúric   | 182 | Albert Fritz (GER)      | Roberto Poggiali (ITA) |

## Classificació final
|    | Ciclista               | Equip        | Temps       |
| -- | ---------------------- | ------------ | ----------- |
| 1  | Roberto Poggiali (ITA) | Salvarani    | 43h 53' 27" |
| 2  | Louis Pfenninger (SUI) | G.B.C.-Zimba | + 1' 03"    |
| 3  | Primo Mori (ITA)       | Salvarani    | + 1' 14"    |
| 4  | Arie den Hartog (NED)  | Caballero    | + 1' 16"    |
| 5  | Ugo Colombo (ITA)      | Filotex      | + 1' 56"    |
| 6  | Kurt Rub (SUI)         | G.B.C.-Zimba | + 2' 37"    |
| 7  | Franco Bitossi (GER)   | Filotex      | + 3' 53"    |
| 8  | Felice Gimondi (ITA)   | Salvarani    | + 4' 37"    |
| 9  | Bernard Vifian (SUI)   | Bonanza      | + 8' 14"    |
| 10 | Hans Junkermann (GER)  | Batavus      | + 9' 12"    |